# 돈 많은 친구들
《돈 많은 친구들》(영어: Friends with Money)은 미국에서 제작된 니콜 홀러프세너 감독의 2006년 코미디 드라마 영화이다. 제니퍼 애니스턴, 캐서린 키너, 프랜시스 맥도먼드, 조앤 큐색 등이 출연하였고, 앤서니 브레그먼 등이 제작에 참여하였다.
2006년 1월 19일 제22회 선댄스 영화제에서 전 세계 최초로 상영되었으며, 2006년 4월 7일 미국에서 개봉하였다.

## 줄거리
영화는 로스앤젤레스를 무대로 부유한 네 절친 무리의 삶을 따라간다.
물려받은 신탁 자금 덕분에 친구들 중 가장 부유한 프래니는 남편 맷과 더불어 일을 하지 않는다. 텔레비전 작가 크리스틴은 무관심한 남편 데이비드와 헤어진다. 샴푸 회사를 소유한 남편 에런이 있는 패션 디자이너 제인은 우울증에 걸려 머리를 감지 않는다. 전 교사인 올리비아는 유일하게 결혼을 하지 않았으며, 파산을 하면서 가정집 청소부 일을 하게 된다.

## 출연
- 제니퍼 애니스턴 - 올리비아 역
- 캐서린 키너 - 크리스틴 역
- 프랜시스 맥도먼드 - 제인 역
- 조앤 큐색 - 프래니 역
- 제이슨 아이작스 - 데이비드 역
- 스콧 칸 - 마이크 역
- 사이먼 맥버니 - 에런 역
- 그레그 거먼 - 맷 역
- 매린 힝클 - 마이아 역
- 팀 샤프 - 리처드 역
- 제이크 체리 - 와이엇 역
- 타이 버렐 - 에런("다른 에런") 역
- 밥 스티븐슨 - 마티 역

## 기타 제작진
- 배역: 진 매카시
- 미술: 에이미 B. 앤코나
- 의상: 마이클 윌킨슨